# Nikołaj Chłystow
Nikołaj Pawłowicz Chłystow (ros. Николай Павлович Хлыстов; ur. 10 listopada 1932 w Wiażniewce, zm. 14 lutego 1999 w Moskwie) – rosyjski (radziecki) hokeista, reprezentant kraju, mistrz olimpijski z Cortiny d'Ampezzo 1956, mistrz świata.

## Kariera
Całą karierę od 1950 do 1961 grał w Krylji Sowietow Moskwa, z którą w 1957 zdobył mistrzostwo ZSRR.
W reprezentacji Związku Sowieckiego zadebiutował w 1954 i grał w niej do 1958. Był w kadrze na Zimowe Igrzyska Olimpijskie 1956, podczas których wystąpił w 7 meczach i strzelił 1 bramkę, zdobywając wraz z drużyną mistrzostwo olimpijskie.
Czterokrotnie zagrał na mistrzostwach świata (nie wliczając igrzysk olimpijskich, które wówczas były jednocześnie mistrzostwami świata). W 1954 został wraz z drużyną mistrzem świata. W edycjach 1955, 1957 i 1958 zdobywał srebrny medal.
Po zakończeniu kariery był trenerem hokeja.